# Kyperská rallye 2002
Kyperská rallye 2002 byla pátou soutěží mistrovství světa v rallye 2002. Pořádala se ve dnech 19. až 21. dubna a měřila 324,17 km. Zvítězil tam Marcus Grönholm s vozem Peugeot 206 WRC

## Průběh soutěže
Hned v úvodu musel odstoupit Gilles Panizzi, který startoval se soukromým Peugeotem 206 WRC. Havaroval i Harri Rovanperä, který ale mohl pokračovat. Stejný kotrmelec udělal i Markko Märtin, kterému se po nehodě vůz vzňal. Jezdec jej ale uhasil a v soutěži pokračoval. Petter Solberg se Subaru Impreza WRC měl problémy s hydraulikou. Ve vedení se držel Colin McRae řed Grönholmem. Oba bojovali o vedoucí pozici. McRae ale havaroval a propadl se za Grönholma. Mechanici auto opravili ale McRae znovu havaroval. Poté se už propadl na šesté místo. Grönholm tak měl pohodlný náskok. O druhou pozici bojoval Richard Burns a Tommi Mäkinen. Mäkinen vedl, ale udělal jezdeckou chybu v posledním testu a propadl se na třetí místo.

## Výsledky
1. Marcus Grönholm, Timo Rautiainen - Peugeot 206 WRC
2. Richard Burns, Reid - Peugeot 206 WRC
3. Tommi Mäkinen, Lindström - Subaru Impreza WRC
4. Harri Rovanperä, Pietilainen - Peugeot 206 WRC
5. Petter Solberg, Phil Mills - Subaru Impreza WRC
6. Colin McRae, Nicky Grist - Ford Focus RS WRC
7. Armin Schwarz, Hiemer - Hyundai Accent WRC
8. Markko Märtin, Michael Park - Ford Focus RS WRC
9. Kenneth Eriksson, Tina Thörner - Škoda Octavia WRC
10. Gilles Panizzi, Panizzi - Peugeot 206 WRC